# Yu Lihua
Acesta este un nume chinezesc; numele de familie este Yu.
Yu Lihua (în chineză: 於梨華, pinyin: Yú Líhuá; n. 28 noiembrie 1929, Shanghai, Republica Chineză – d. 30 aprilie 2020, Gaithersburg⁠(d), Maryland, SUA) a fost o scriitoare și profesoară americană. Ea a scris cel puțin 45 de opere de ficțiune.

## Viață timpurie
Yu s-a născut în Shanghai și s-a mutat în Taiwan cu familia în timpul Războiului Civil Chinez. A studiat literatură engleză și istorie la Universitatea Națională din Taiwan, unde a publicat povestiri în ziare taiwaneze.
În 1953, Yu a emigrat în Statele Unite, întâi stabilindu-se în California de Nord înainte de a se înscrie la doctorat la UCLA. Nu a reușit să treacă examenul de proficiență în limba engleză și a fost respinsă din programul de literatură de la UCLA, dar a absolvit cu o diplomă în jurnalism. 

## Carieră
În 1956, a câștigat Premiul Goldwyn pentru povestirea „The Sorrow at the End of the Yangtze River”.
În 1970, Yu s-a mutat la New York și a început să predea limba chineză la Universitatea din Albany, SUNY. Ea a predat la Albany până la pensionare, în 1990.

## Viață personală
Yu a fost căsătorită cu profesorul de fizică Chih Ree Sun, împreună cu care a avut trei copii: fiicele Anna Sun și Lena Sun și fiul Eugene Sun. După divorțul acestora, Yu s-a căsătorit cu Vince O'Leary, președintele Universității din Albany. Yu și O'Leary s-au pensionat și s-au mutat împreună în Gaithersburg, Maryland, în 2006.

## Deces
Pe 30 aprilie 2020, Yu a murit de COVID-19 în Gaithersburg, Maryland în timpul pandemiei de coronaviroză.

### Colecții
- 於梨華作品集 / Yu Lihua zuo pin ji, 1980